# Malacothrix coulteri
Malacothrix coulteri es una especie de planta herbácea perteneciente a la familia de las asteráceas. Es originaria de Norteamérica.

## Distribución y hábitat
Es nativa del suroeste de los Estados Unidos y también se encuentra en el sur de América del Sur, donde se trata de una especie introducida. Su hábitat natural incluye el desierto, pastizales, matorrales, y otras áreas abiertas de arena. 

## Descripción
Es una hierba anual que produce un tallo floral ceroso, en posición vertical de hasta unos 50 centímetros de altura máxima. Las hojas, que  en su mayoría están ubicadas cerca de la base del tallo, son dentadas o no. La inflorescencia es un capítulo con involucros de brácteas casi esféricas de  uno a dos centímetros de ancho. Las brácteas son de color verde, a menudo oscuras con rayas o marcas. Los rayos florales son de color blanco o amarillo y de un centímetro de largo.

## Sinonimia
- Malacolepis coulteri (Harv. & A.Gray) A.Heller
- Malacothrix coulteri var. cognata Jeps.
- Zollikoferia elquiensis Phil.[3]